# 福里斯蒂尔半岛
福里斯蒂尔半岛（Forestier Peninsula）位于澳大利亚塔斯马尼亚岛东南部，长19公里，宽14公里，东临塔斯曼海，西滨诺福克湾，西北通过一短窄的地峡与塔斯曼岛主体相连，南通过宽仅400多米的 Eaglehawk Neck 与塔斯曼半岛相连。半岛上有4公顷的著名的棋盘状地貌（tessellated pavement），1966年这些著名的地貌特征成为州级保护地。